# Metaleptus lecontei
Metaleptus lecontei är en skalbaggsart som först beskrevs av Thomas Casey 1912.  Metaleptus lecontei ingår i släktet Metaleptus och familjen långhorningar.
Artens utbredningsområde är Honduras. Inga underarter finns listade i Catalogue of Life.